# Munnopsurus mimus
Munnopsurus mimus är en kräftdjursart som beskrevs av Barnard1914. Munnopsurus mimus ingår i släktet Munnopsurus och familjen Munnopsidae. Inga underarter finns listade i Catalogue of Life.